# Oswald Berkhan
Oswald Berkhan (* 19. März 1834 in Blankenburg; † 15. Februar 1917 in Braunschweig) war ein deutscher Mediziner.

## Leben

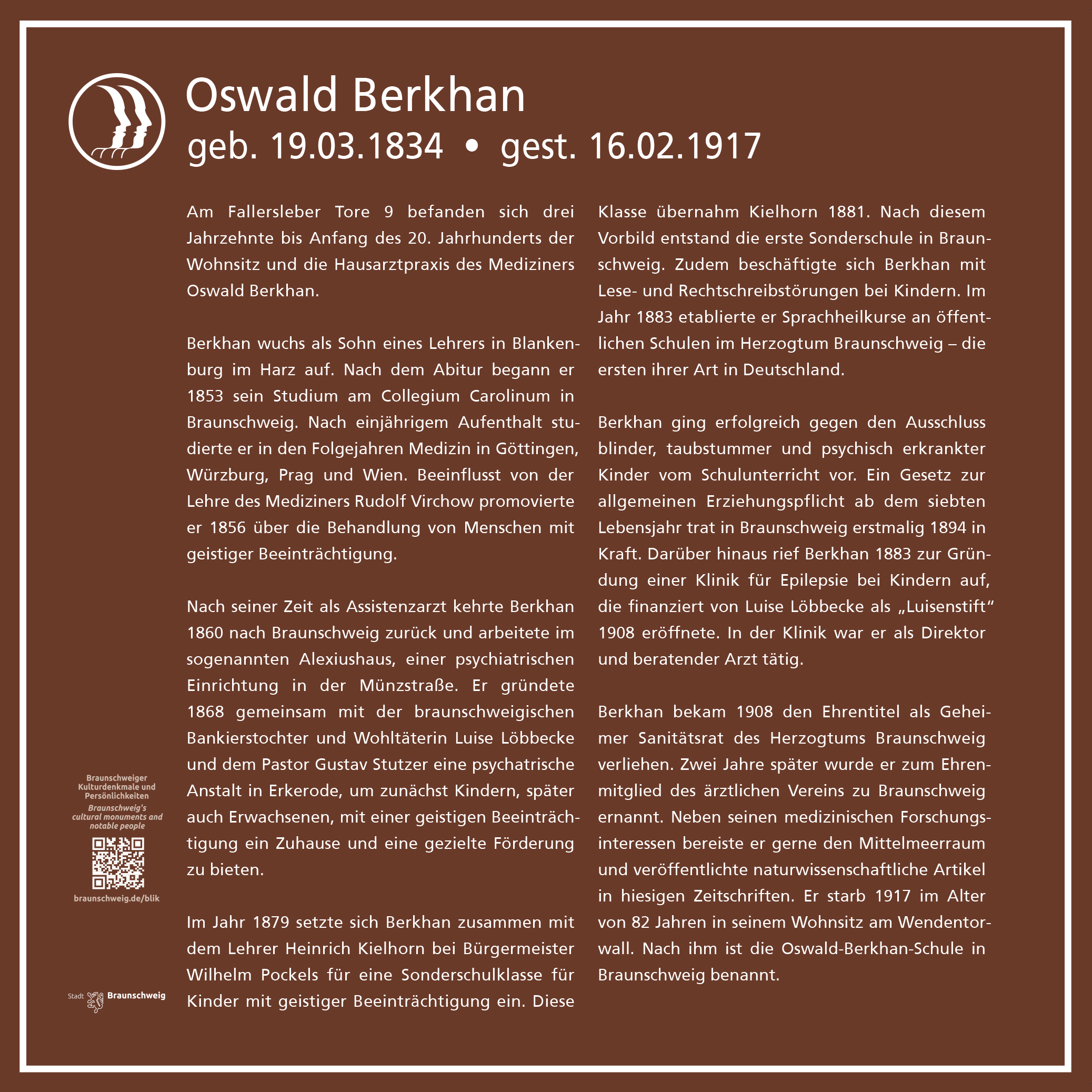
BLIK-Hinweistafel am ehemaligen Wohnsitz Berkhans Am Fallersleber Tore 9

Berkhan besuchte das Collegium Carolinum in Braunschweig und studierte anschließend an der Universität Göttingen, in Prag, in Wien und an der Universität Würzburg Medizin. Dort wurde er im Jahr 1856 promoviert. Während des Studiums hatte er sich dem Mediziner Carl Friedrich von Marcus angeschlossen, der die klinische Psychiatrie in Würzburg gegründet hatte. Nach Ablegung des Staatsexamens arbeitete er zunächst in einer Anstalt für Geisteskranke, ehe er 1860 Hausarzt im Alexius-Pflegehaus, einer Irrenanstalt in Braunschweig, wurde. Diese Einrichtung wurde im Jahr 1865 nach Königslutter verlegt und bildete so die spätere Grundlage für die Landesanstalten. 1861 wurde er als praktischer Arzt zugelassen. Er war einer der Initiatoren der Idioten-Anstalt zu Erkerode (der späteren Evangelischen Stiftung Neuerkerode). Sie wurde von ihm, Pfarrer Gustav Stutzer aus Erkerode und der Braunschweiger Ehrenbürgerin Louise Löbbecke 1868 in Erkerode gegründet. Die Anstalt sollte eine Zuflucht für kranke und behinderte Menschen sein. Bis 1896 war er dort als beratender Arzt tätig. Berkhan führte im Jahr 1883 erstmals an öffentlichen Schulen Sprachheilkurse für Stotterer ein und betreute auch Kinder, die unter epileptischen Anfällen litten. Gemeinsam mit Louise Löbbecke förderte er den Bau einer Unterrichtsanstalt (Luisenstift), die 1908 eröffnet wurde.
Darüber hinaus engagierte er sich gemeinsam mit dem Lehrer Heinrich Kielhorn als Reformer des Sonderschulwesens. Gemeinsam gründeten sie 1881 in Braunschweig eine Klasse für geistig behinderte Kinder. Er erhielt als erster Bürger im Herzogtum Braunschweig den Titel Geheimer Sanitätsrat.
Nach Berkhan wurden 1967 in Braunschweig eine Förderschule „Oswald-Berkhan-Schule“ mit dem Schwerpunkt Geistige Entwicklung und die anliegende Straße benannt.

## Veröffentlichungen (Auswahl)
Monografien
- Über Störungen der Sprache und der Schriftsprache: für Ärzte und Lehrer dargestellt, Berlin: Hirschwald, 1889
- Über den angeborenen und früh erworbenen Schwachsinn, Braunschweig: F. Vieweg & Sohn, 1899, 2. Aufl. 1904

Aufsätze
- Die mikrocephalen Idioten. In: Zeitschrift für Psychiatrie. 37 (1871).
- Die Idioten der Stadt Braunschweig. In: Allgemeine Zeitschrift für Psychiatrie und psychisch-gerichtliche Medicin. 37 (1880).
- Über das Stottern, seine Beziehung zur Armuth und seine Behandlung. In: Archiv für Psychiatrie. 14 (1883).
- Eigenthümliche mit Einschlafen verbundene Anfälle. In: Deutsche Zeitschrift für Nervenheilkunde. 1892.
- Wie die Idiotenanstalt Neu-Erkerode entstand. In: Braunschweigische Landeszeitung und Tageblatt. März 1898.
- Ein schwachsinniges Kind mit einer Ohrspitze im Sinne Darwin’s. In: Zeitschrift für die Erforschung und Behandlung des jugendlichen Schwachsinns. 1907.
- Zwei Fälle von Skaphokephalie. In: Archiv für Anthropologie. N.F. 6,1 (1907).
- Zwei Fälle von Trigonokephalie. In: Archiv für Anthropologie. N.F. 7,4 (1909).
- Das Wunderkind Christian Heinrich Heineken. In: Zeitschrift für Kinderforschung. 110 (1910).
- Otto Pöhler, das frühlesende Braunschweiger Kind. In: Zeitschrift für Kinderforschung. 15 (1910).
- Über talentierte Schwachsinnige. In: Zeitschrift für die Erforschung und Behandlung des jugendlichen Schwachsinns. 1911.
- Über einheitliche Kopfmasse bei Schwachsinnigen und einheitliche Wiedergabe von Kopfformen Schwachsinniger. In: Zeitschrift für die Erforschung und Behandlung des jugendlichen Schwachsinns. 1912.